# Boinali Saïd
Pour les articles homonymes, voir Saïd.
Boinali Saïd Toumbou, né le 25 septembre 1960 à Dzaoudzi (Mayotte), est un syndicaliste et homme politique français.

## Biographie
Boinali Saïd Toumbou, instituteur, est secrétaire général de la Confédération intersyndicale de Mayotte (CISMA), organisation associée à la CFDT, avant de s'engager dans une carrière politique. En tant que dirigeant syndical, il avait en particulier été un des principaux animateurs du mouvement contre la vie chère d'octobre 2011 où s'étaient produites des émeutes.
Surnommé « député mabawa », il est élu à l'Assemblée nationale sous l'étiquette divers gauche lors des législatives de 2012 dans la 1re circonscription de Mayotte. Il s'inscrit comme apparenté au groupe socialiste.
Le 6 décembre 2015, Boinali Saïd est arrêté à Mamoudzou pour conduite en état d'ivresse et placé en garde à vue avec 2,1 grammes d'alcool dans le sang. Il est condamné le 26 janvier 2016 à deux mois d'emprisonnement avec sursis assortis de 18 mois de mise à l'épreuve.
Candidat à sa réélection aux législatives de 2017, Boinali Saïd est battu dès le premier tour avec seulement 2,65 % des suffrages exprimés, soit le plus faible score de tous les députés français sortants. N'ayant pas déposé de compte de campagne, il est déclaré inéligible par décision du Conseil constitutionnel pour une durée de trois ans le 22 juin 2018. Sa conseillère Fatoumatah Koita est par ailleurs condamnée pour utilisation frauduleuse, à hauteur de 20 000 euros, de six formules de chèques et de la carte bancaire mise à disposition.